# مراجعة بهائية
المراجعة البهائية هي شرط ضمن العقيدة البهائية حيث يجب على الأعضاء الحصول على إذن من لجنة المراجعة التابعة لجمعيتهم الروحية الوطنية قبل نشر أي مادة عن الدين. وقد بدأ هذا المطلب من قبل عبد البهاء كإجراء مؤقت بينما كان الدين غامضًا.
إن الهدف المعلن من مراجعة ما قبل النشر هو "حماية الإيمان من التحريف من قبل أتباعه في هذه المرحلة المبكرة من وجوده عندما يكون عدد قليل نسبيًا من الناس لديهم أي معرفة به"، وفقًا لبيت العدل الأعظم، الهيئة الحاكمة للبهائيين. تتضمن المراجعة عادةً التحقق من الاقتباسات من الكتابات البهائية للحفاظ على الدقة والكرامة، بالإضافة إلى مراجعة التوقيت. لا تأخذ المراجعة في الاعتبار الجدارة الأدبية أو قيمتها كمنشور، ولا تُطلب لأطروحات الدكتوراه أو المواد غير الرسمية عبر الإنترنت، مثل المدونات.
وقد خلقت المراجعة توترا مع عدد قليل من المؤلفين البهائيين، ولا سيما خوان كول ودينيس ماكيوان، الذين تركوا الدين جزئيا بسبب الخلافات مع المراجعين. إن تجاهل عملية المراجعة قد يؤدي، من بين أمور أخرى، إلى فقدان السمعة الطيبة للمؤلفين البهائيين.

## الأساس التاريخي
إن أصل ضرورة المراجعة يعود إلى عبد البهاء. وقد اقتبس عنه هنا شوقي أفندي في عام 1922:
لقد ترجم فضيلة الشيخ فرج الله هنا إلى العربية "الإشراقات" بعناية فائقة، ومع ذلك فقد طلبت منه تقديم نسخته إلى المجمع الروحاني في مصر، واشترطت نشرها بموافقة المجمع المذكور. وذلك لترتيب الأمور، وإلا فقد يترجم أي شخص لوحًا معينًا ويطبعه وينشره على نفقته الخاصة. حتى غير المؤمن قد يقوم بهذا العمل، مما يُسبب البلبلة والاضطراب. أما إذا اشترطت موافقة المجمع الروحاني، فلن تُعتد بأي ترجمة أعدها وطبعها ونشرها غير المؤمن.
وقد علق شوقي أفندي على ما سبق بقوله:
هذا دليل واضح على رغبة عبد البهاء الصريحة في ألا يُقدّم أي فرد من الأحباء أي شيء للجمهور إلا بعد دراسته وموافقة المحفل الروحاني في منطقته دراسةً وافيةً؛ وإذا كان هذا (وهو بلا شك) يتعلق بالمصلحة العامة للأمر في تلك البلاد، فعلى المحفل الروحاني أن يعرضه على الهيئة الوطنية الممثلة لجميع المحافل المحلية المختلفة للنظر فيه وموافقته. لا يقتصر الأمر على النشر فحسب، بل يُحال جميع الأمور دون استثناء، المتعلقة بمصالح الأمر في تلك المنطقة، فرديًا أو جماعيًا، إلى المحفل الروحاني في تلك المنطقة وحده، وهو الذي يبتّ فيها، إلا إذا كانت مسألةً تتعلق بالمصلحة الوطنية، ففي هذه الحالة تُحال إلى الهيئة الوطنية. وعلى هذه الهيئة الوطنية أيضًا يتقرر ما إذا كانت المسألة ذات مصلحة محلية أم وطنية.

وقد ذكر شوقي أفندي، مع الأخذ في الاعتبار البيان أعلاه، أنه بسبب طفولة الدين البهائي، فإن دقة المعلومات المقدمة عنه تحتاج إلى التحقق، حيث أن البيان غير الدقيق يمكن أن يسبب له الكثير من الضرر. كتب حضرة شوقي أفندي في مارس 1923:
"يجب على [أعضاء كل مجلس روحي] أن يشرفوا، في هذه الأيام التي لا يزال فيها الأمر في مهده، على جميع المنشورات والترجمات البهائية، وأن يوفروا بشكل عام عرضًا لائقًا ودقيقًا لجميع الأدب البهائي وتوزيعه على عامة الناس."

## غاية
تتضمن المراجعة ثلاثة أهداف معلنة:
- لضمان دقة عرض تعاليم الإيمان وظيفة المراجعة، في جوهرها، هي التحقق من شرح المؤلف للدين البهائي وتعاليمه، وقد يشمل ذلك التحقق من أي اقتباسات من الكتابات البهائية. ولا ينبغي الخلط بين هذه الوظيفة وتقييم القيمة الأدبية للعمل أو قيمته كمنشور، والتي عادةً ما تكون من اختصاص الناشر.— بيت العدل الأعظم، [7]

- لحماية الإيمان من التحريف من قبل أتباعه:

كان الغرض من هذه المراجعة هو حماية الدين من تحريفات قد ينجم عنها سوء فهم لدى أتباعه في هذه المرحلة المبكرة من انتشاره، حيث كان عدد من يعرفه محدودًا نسبيًا. إن تقديم تعاليم الدين بشكل غير دقيق من قِبل بهائي يُعتبر عالمًا، في مجلة علمية، سيسبب ضررًا أكبر بكثير من تقديم نفس العرض الخاطئ من كاتب بهائي مغمور لا يدّعي العلم.

- لضمان كرامة النموذج

من واجب جميع البهائيين تقديم الدين بطريقة كريمة، ولذلك، عند كتابة مقالات عن الدين، ينبغي عليهم مراعاة نوع المجلة أو المنشور الذي سيُنشر فيه المقال. وفي حال وجود أي استفسار حول طابعه، يُرجى استشارة المجلس الروحاني الوطني. كما ينبغي على جميع الكُتّاب مراعاة أن أي عمل يُكتب عن الدين للنشر يخضع للمراجعة قبل تقديمه إلى الناشرين.

يوصى بأن تكون لجنة المراجعة صغيرة، تتألف من اثنين أو ثلاثة من البهائيين الذين يتمتعون بالتعليم والمعرفة الكافية بالدين البهائي. إنهم لا يقومون بتقييم القيمة الأدبية للعمل، والتي هي من اختصاص الناشر.

## وقف
وقد أعربت المؤسسات البهائية عن نيتها في مواصلة هذا الشرط، على الرغم من أنه سيُزال في وقت ما في المستقبل؛ حيث صرحوا أنه على الرغم من أن الدين البهائي لم يعد دينًا غامضًا، فإن الغالبية العظمى من الناس لا يعرفون بوجوده، وأن معظم أتباعه هم بهائيون جدد نسبيًا. وبسبب هذين الأمرين، ولأن الإيمان البهائي لم يعد من الممكن حمايته بالغموض، فقد أصبح من المهم للغاية تقديم وجهة نظر صحيحة في وقت مبكر. وقد كتب أحد مكاتب الجمعية الروحية الوطنية للبهائيين في الولايات المتحدة في عام 1998، دليلاً للجمعيات الروحية المحلية،
لا يزال الدين في بداياته. ورغم بزوغه من غياهب النسيان، لا تزال الغالبية العظمى من البشر تجهل وجوده حتى الآن؛ علاوة على ذلك، فإن الغالبية العظمى من أتباعه بهائيون جدد نسبيًا. التغيير الذي تنطوي عليه هذه المرحلة الجديدة من تطوره هو أنه بينما كانت هذه النبتة الرقيقة محميةً في ظلمتها من اهتمام العوامل الخارجية، فقد أصبحت الآن مكشوفة. هذا الانكشاف يدعو إلى مراقبة دقيقة، وهذه المراقبة ستؤدي في النهاية إلى معارضة في مختلف الأوساط. لذا، بدلًا من اتخاذ موقف غير مبالٍ، يجب على الجماعة أن تعي ضرورة تقديم رؤية صحيحة لنفسها وفهم دقيق لهدفها لجمهور متشكك إلى حد كبير. يجب الآن بذل جهد أكبر وعناية أكبر لضمان حمايتها من خبث الجهلاء وجهل أصدقائها.

## النقد والتعليق

### خوان كول
كتب المؤرخ البهائي السابق خوان كول في عام 1998:
يفرض الدين البهائي نظام رقابة داخلية على جميع البهائيين [...]، تمامًا كما مارست معظم حكومات الشرق الأوسط الرقابة منذ ظهور الطباعة في القرن التاسع عشر. في إطار الديانة البهائية، يخضع أي عمل يكتبه كاتب بهائي عن الدين للمراجعة من قِبَل مسؤولين بهائيين منتخبين على المستوى المناسب (محليًا، وطنيًا، دوليًا). وقد أثار هذا الشرط العديد من النزاعات بين المسؤولين البهائيين والكتاب على مر السنين.

### دينيس ماكيوان
كان دينيس ماكيوان بهائيًا لمدة 15 عامًا، من عام 1965 إلى عام 1980. أجرى أطروحته للدكتوراه حول حركة البابي في كامبريدج في عام 1979. في أواخر سبعينيات القرن العشرين، قدم مواد لعملية مراجعة بهائية، ورُفضت مخطوطته. استقال من الإيمان البهائي ونشر المادة لاحقًا مع إي جيه بريل تحت عنوان "مصادر العقيدة والتاريخ البابي المبكر". ثم واصل الكتابة بشكل نقدي للغاية حول عملية المراجعة.
يتجه البعض إلى وصف النسخ البديلة بأنها "تحريفات" أو "أحكام مشكوك فيها" يجب "تصحيحها" بالرجوع إلى مجموعة من "الحقائق" الواردة في المصادر التاريخية التقليدية... وتحرص السلطات البهائية على الترويج لنوع محدود فقط من الدراسات التي تفترض أساسًا صحة الوحي الإلهي كما ورد في الكتب البهائية المقدسة... أما المسؤولون عن مراجعة المواد القابلة للنشر، فليسوا عادةً أكاديميين مؤهلين، بل يُختارون من بين البهائيين "المطلعين" وذوي الخبرة، والذين يُعتبرون قادرين على ضمان توافق أي نص مع المعايير المقبولة من حيث الأسلوب والمحتوى.
ردًا على اتهامات دينيس ماكوين بالرقابة، كتب المؤلف البهائي موجان مومن:
لم أقم بـ"حجب" أي شيء. ثم اقتبس ماكوين بشكل انتقائي من شوقي أفندي وبيت العدل الأعظم ليُظهر البهائية وكأنها متعصبة ومعادية للفكر. لو أتيحت لي الفرصة، لعرضت مجموعة من الاقتباسات التي تجعلها تبدو قمة الليبرالية والحداثة. الحقيقة هي أن البهائية مشهدٌ أكثر تنوعًا بكثير من الصورة الصارخة التي يرسمها ماكوين... لا توجد "رقابة" في هذه العملية [في مجلة "مراجعة الدراسات البهائية"] أكثر من أي مجلة أكاديمية أخرى.

### آخرون
كتب بارني ليث في عام 1995: "أعتقد أنه لم يعد من الممكن أو الصواب أن تحاول الجمعيات الوطنية السيطرة على أنواع الأشياء التي ينشرها البهائيون عن إيمانهم".
كتب البهائي السابق ويليام جارلينجتون في عام 2005:
أصبحت المراجعة الأدبية إشكاليةً بشكل خاص لأنها تُشكل تدخلاً من طرف ثالث بين المؤلف والناشر، وهي عملية لا تقبلها معظم دور النشر. وفي عملية المراجعة البهائية نفسها، تنشأ المشاكل عندما لا يكون المُراجعون على دراية كافية بالمادة لإصدار أحكام معقولة، أو عندما يتجاوزون حدودهم ويبدأون في إجراء تقييمات تحريرية حول مدى ملاءمة العمل للنشر
كتبت مارجيت واربورج، عالمة الاجتماع التي نشرت دراسة مفصلة عن الدين في عام 2006:
بقدر ما أستطيع الحكم، لا يبدو أن سياسة المراجعة تُشكّل عمومًا عائقًا كبيرًا أمام البحث الجاد الذي يُجريه معظم الكُتّاب البهائيين. ومع ذلك، عندما يتعلق الأمر بالمصادر المتعلقة بالشخصيات المحورية في البهائية، فإن بيت العدل الأعظم حريصٌ بشكل خاص على الحفاظ على سيطرته. على سبيل المثال، فيما يتعلق بنشر مذكرات الأستاذ محمد علي السلماني (حلاق بهاء الله)، أُستكملت عملية المراجعة العادية بمراجعة إضافية وطلب من بيت العدل الأعظم بحذف بعض المقاطع - وهو الطلب الذي خلق الكثير من الاضطراب، ولسبب ما لم تمتثل له دار النشر، كلمات برس، بشكل كامل.
كتب ميخائيل سيرجيف في كتابه " نظرية الدورات الدينية: التقليد والحداثة والإيمان البهائي" (2015):
وبما أنه من ناحية، لا يمكن تغيير السمات الأساسية للنظام الإداري البهائي، ومن ناحية أخرى، لا يمكن القضاء على المعارضة تمامًا، فإن هذه القيود، مهما بدت مؤقتة، ستظل في الواقع دائمة مع اتخاذ أشكال وأنماط مختلفة، بما في ذلك سياسة المراجعة، ومراقبة الإنترنت، وحماية الإيمان من قبل أعضاء المجالس المساعدة والمستشارين، وما إلى ذلك.

## ملحوظات
1. ↑  Hornby 1983، No. 347.
2. ↑  Hornby 1983، No. 353.
3. ↑  Hornby 1983، 358.
4. ↑  Baháʼí Internet Agency 2011.
5. 1 2  Cole 1998.
6. 1 2  Garlington 2005، صفحة 165.
7. ↑  Hornby 1983، No. 352.
8. ↑  MacEoin 1992، صفحة v.
9. ↑  MacEoin 1986، صفحة 60.
10. ↑  MacEoin 1992.
11. ↑  MacEoin 1986، صفحات 60-61.
12. ↑  Momen 2008، صفحة 392.
13. ↑  Leith 1995.
14. ↑  Warburg, Margit (27 Oct 2006). Citizens of the World: A History and Sociology of the Baha'is from a Globalisation Perspective (بالإنجليزية). Brill. p. 70. ISBN:978-90-474-0746-1.

## روابط خارجية
- الكُتّاب والكتابة - مجموعة من الكتابات البهائية حول التأليف البهائي (يوليو ١٩٨٠)
- الأزمة في دراسات البابي والبهائيين: جزء من أزمة أوسع في الحرية الأكاديمية؟ - بقلم دينيس ماكوين (1990)